# Long Stratton
Long Stratton – wieś w Anglii, w hrabstwie Norfolk, w dystrykcie South Norfolk. Leży 17 km na południe od Norwich i 144 km na północny wschód od Londynu.
W 2001 miejscowość liczyła 3701 mieszkańców.